# نورمن هیوستون
نورمن هیوستون (انگلیسی: Norman Houston؛ ‏ ۲۱ اوت ۱۸۸۷ – ۲۶ اکتبر ۱۹۵۸) فیلم‌نامه‌نویس، بازیگر و کارگردان فیلم اهل ایالات متحده آمریکا بود.
از فیلم‌هایی که وی در آن‌ها نقش داشته است، می‌توان به یک عاشقانه سلطنتی، بوفالو بیل جوان و شکار مرگبار اشاره نمود.